# Gnorimoschema siskiouense
Gnorimoschema siskiouense is een vlinder uit de familie van de tastermotten (Gelechiidae). De wetenschappelijke naam van de soort werd voor het eerst geldig gepubliceerd in 1985 door Dalibor F. Povolný.